# Михайло Радкевич
Михайло Радкевич-Портянка (Раткевич, Ратченко) (? — після 1669) — український військовий діяч доби Гетьманщини, дипломат. Наказний гетьман (1669), генеральний суддя (1660-1662, 1667), генеральний обозний (1663-1665), кальницький полковник (1661).

## Життєпис
Походив зі шляхетського роду Раткевичів гербу Єліта (зміненого) з Київського воєводства. Прізвисько Портянка отримав, поступивши на козацьку службу.
Учасник Хмельниччини. Вперше згаданий у Реєстрі 1649 року як козак Миргородської сотні. У 1651 році деякий час був наказним миргородським полковником. У 1652 році обійняв уряд миргородського полкового судді.
З 1655 по 1659 роки був миргородським полковим обозним, близьким соратником миргородського полковника Григорія Лісницького. Належав до прихильників гетьмана Ів. Виговського.
Після підписання Слободищенського трактату у 1660 році змінив промосковського Ів. Безпалого на посаді генерального судді в уряді Юрія Хмельницького. У грудні 1661 року деякий час пробув кальницьким полковником. Їздив послом гетьмана Юр. Хмельницького до Вільна, де отримав королівський привілей із забороною для польської шляхти заїжджати до своїх маєтностей в Україні.
У 1662 році брав участь у поході Юр. Хмельницького на Лівобережну Україну та невдалій Канівській битві.
В уряді гетьмана Павла Тетері обійняв посаду генерального обозного. У 1664 році — посол від Війська Запорозького на сейм у Варшаві.
У 1667 році деякий час був генеральним суддею. В уряді Петра Дорошенка відповідав за відносини з Османською імперією. Їздив до Стамбула влітку 1667 року. У червні 1669 року разом з генеральним суддею Гр. Білогрудом здійснив нове посольство до султана Мегмеда IV, домагаючись виконання рішення Корсунської ради про перехід Гетьманщини під протекторат Османської імперії. Посли отримали згоду від султана та гетьманські клейноди — прапор і бунчук.
У березні 1669 року деякий час був наказним гетьманом. Після 1669 року не згадується в історичних джерелах. Імовірно, загинув під час буремних подій 1669-1670 років — війни П. Дорошенка з П. Суховієм і М. Ханенком.

## Родина
Син Лаврін Радченко — власівський сотник Миргородського полку у 1690 році.